# Rue Montlaurent
La rue Montlaurent est une rue de la commune de Reims, dans le département de la Marne, en région Grand Est.

## Situation et accès
La rue Montlaurent commence entre les N° 131-135 de la rue du Barbâtre pour se terminer au niveau du N°30 boulevard Pasteur. La rue appartient administrativement au quartier Centre-ville de Reims.

## Historique
Elle prend le nom de Hubert Féret de Montlaurent qui fut à trois reprises, entre 1543 et 1554, lieutenant des habitants de Reims.

## Bâtiments remarquables et lieux de mémoire
L'Hôtel Féret de Montlaurent, à l'angle de la rue du Barbatre qui a disparu en 1918.

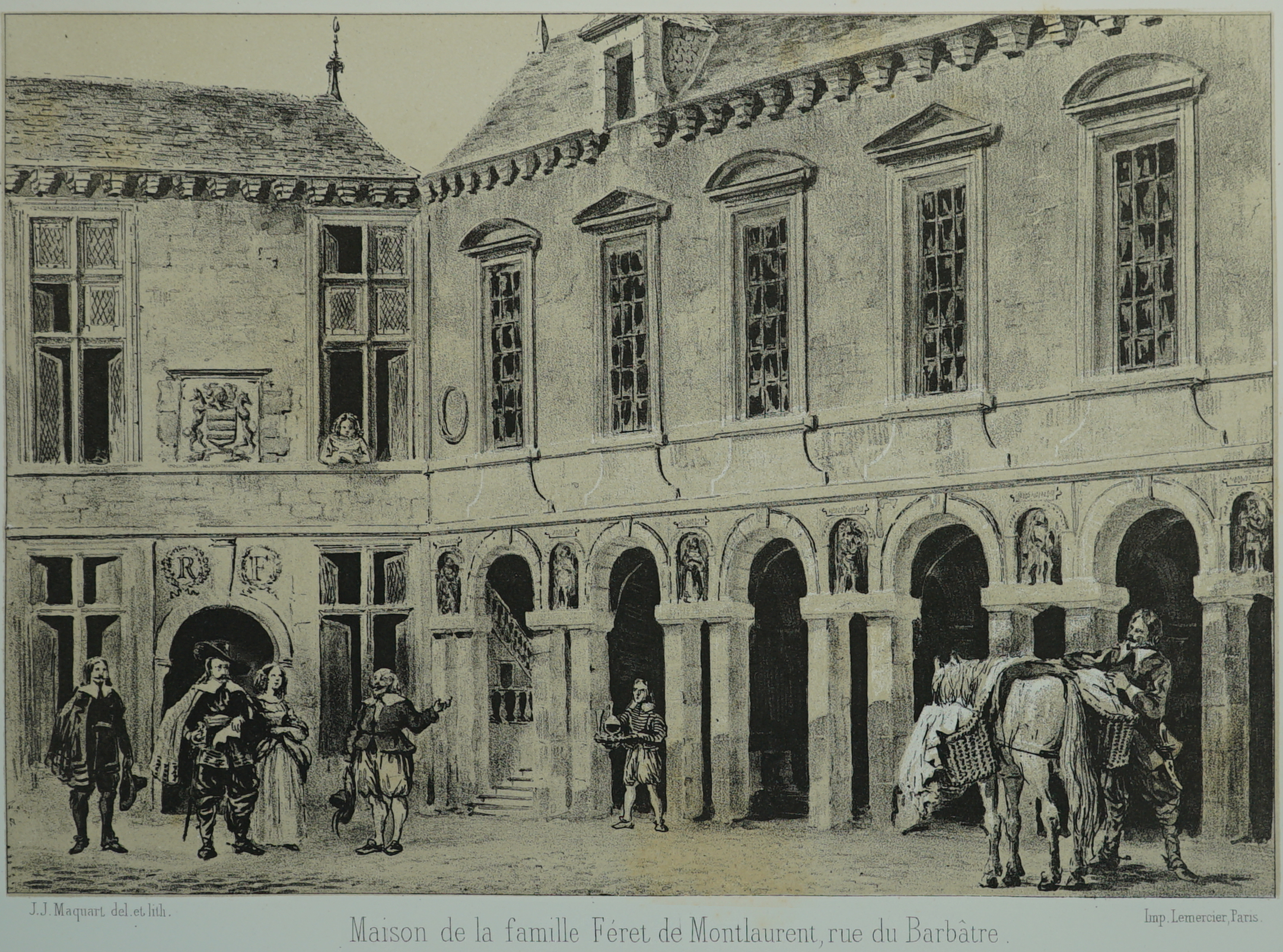
La cour de l'Hôtel Féret de Montlaurent,
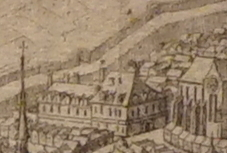
sur le plan Mérian de 1635,
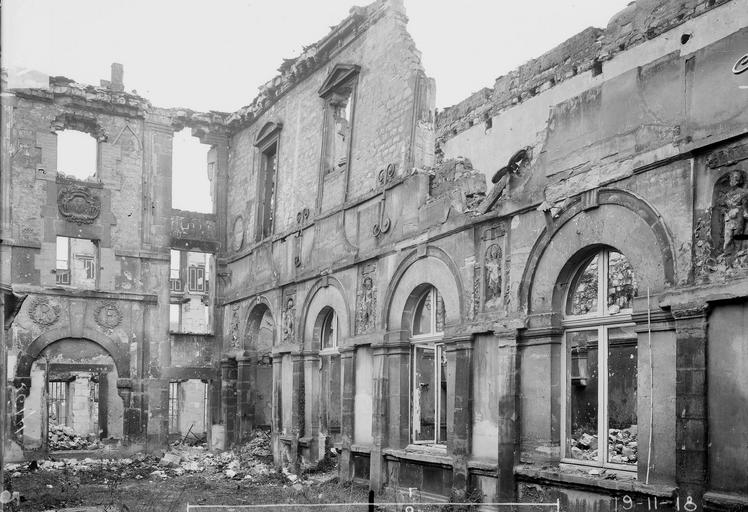
et au sortir de la Grande Guerre.